# Кулалийски мост
Кулалийският мост (на гръцки: Γεφύρι στο Πυργοχώρι) е стар каменен мост в Егейска Македония, Гърция, в кушнишкото село Кулали (Пиргохори).
Мостът се намира в Кушница (Пангео), северно над Кулали, на 70 m над църквата „Света Анна“, високо над последните къщи на селото. Преодолява малък поток, който тече на изток от селото и го свързва с Четакли (Мелисокомио) и Авли.
Построен е вероятно в края на XIX век от епирски или кожански майстори. Основан е върху скалите на потока и е направен от местни шисти, които са в изобилие в района. Арката му е с два реда камъни, като вторият е леко издаден. Обновен е в 2009 година заедно с много други мостове в района. След това е възстановена павираната с камък палуба, а от двете му страни е добавен ниският каменен парапет. Малкият иконостас в края на моста е изграден в памет на местен жител, убит на това място от българските окупационни войски в годините на Втората световна война.